# ブラウンシュヴァイク福音ルター派州教会
ブラウンシュヴァイク福音ルター派州教会 （ドイツ語:   Evangelisch-lutherische Landeskirche in Braunschweig ）は
ドイツ福音主義教会 (EKD)に加盟する20の福音主義州教会の一つである。他の州教会と同様に、ブラウンシュヴァイク福音ルター派州教会も公法上の社団である。この州教会本部はニーダーザクセン州 ヴォルフェンビュッテル に置かれている。
ブラウンシュヴァイク福音ルター派州教会は ドイツ福音主義教会 (EKD) に属するルター派教会であり、ドイツ合同福音ルター派教会 (VELKD) の加盟州教会でもある。さらに、ルター派世界連盟 (LWB)と世界教会協議会 (WCC)にも加盟している。加えて、地域レベルではニーダーザクセン州福音主義教会連合にも加盟している。
この州教会は300の教会共同体を有し、302.733人の教会員がいる (2021年12月現在)。首座教会として、州教会監督 が通常の説教をおこなうのはブラウンシュヴァイク大聖堂である(州教会規則72条)。さらに、ヴォルフェンビュッテルにあるマリーエン教会が州教会にとって重要な教会である。この教会には過去数世紀の間、ブラウンシュヴァイク公国における最重要教会として総地区長 (ズーパーインテンデント)がこの教会に常駐していた。

## 州教会管轄地域

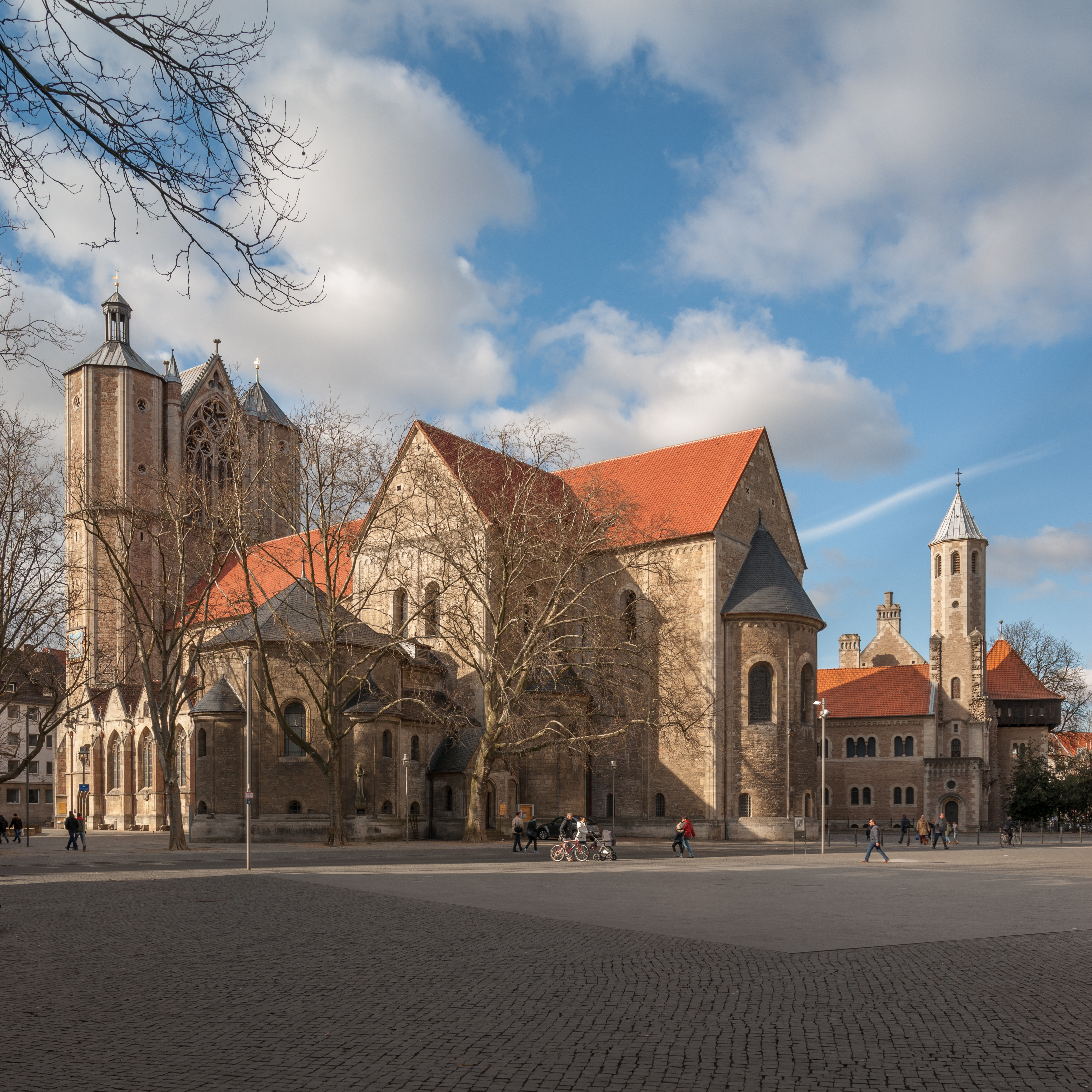
ブラウンシュヴァイク大聖堂

ブラウンシュヴァイク福音ルター派州教会の管轄地域は1946年まで存続していたブラウンシュヴァイク自由州の主要部分から構成される。ブラウンシュヴァイク自由州は第二次世界大戦後に発足したニーダーザクセン州に統合された。なお、この地域は19世紀ではブラウンシュヴァイク公国、それ以前はブラウンシュヴァイク＝ヴォルフェンビュッテル侯領であった。ブラウンシュヴァイク自由州の一部であったハルツ地方のブランケンブルクとカルフェルデはソ連の占領下に置かれ、東ドイツ ザクセン＝アンハルト州に編入され、ブラウンシュヴァイク州教会から切り離された。なお、ブランケンブルク (ハルツ郡)とカルフェルデ (ベルデ郡)にあったルター派教会共同体は1992年のドイツ再統一によって、再びブラウンシュヴァイク州教会管轄地域に戻った。この結果、 ザクセン＝アンハルト州 ハルツ山地地方の一部が州教会管轄地域に加わった。
1942年 、プロイセン自由州とブラウンシュヴァイク自由州間で境界線変更がおこなわれ、ザルツギッターがブラウンシュヴァイク自由州に属することになった。その際、ホルツミンデンはハノーファー州教会に属し、ゴスラー市とゴスラ―郡はブラウンシュヴァイク州教会に属することになった。加えて、オスターヴィークのヘッセン地区の教会はキルヘンプロヴィンツ＝ザクセン福音主義教会に引き渡され、ホルンベルクのマリーエン教会はブラウンシュヴァイク州教会に属することになった。
ブラウンシュヴァイク＝ヴォルフェンビュッテル侯領の飛び地であったテディングハウゼン中心部とルンゼン地区にあるルター派教会は以前ブラウンシュヴァイク州教会に属していたが、テディングハウゼンが1972年7月1日にニーダーザクセン州の郡域再編によりフェルデン郡に移管された後、教会も1976年にハノーファー福音ルター派州教会フェルデン (アラー) 教会地区に配置換えになった。

## 歴史
ブラウンシュヴァイク州教会の歴史はブラウンシュヴァイク＝ヴォルフェンビュッテル侯領 (1269年 - 1815年)の消長と分かち難く結びついている。加えて、ハノーファー選帝侯領とも呼ばれていたブラウンシュヴァイク＝リューネブルク選帝侯領（1692年－1806年 ）、後のハノーファー王国(1814－1866年)の一部もこの州教会に関係した。1815年のウィーン会議の結果、かつて神聖ローマ帝国のブラウンシュヴァイク＝ヴォルフェンビュッテル公領だった地域は公国の地位が認められ、ブラウンシュヴァイク公国になった。

### 宗教改革導入

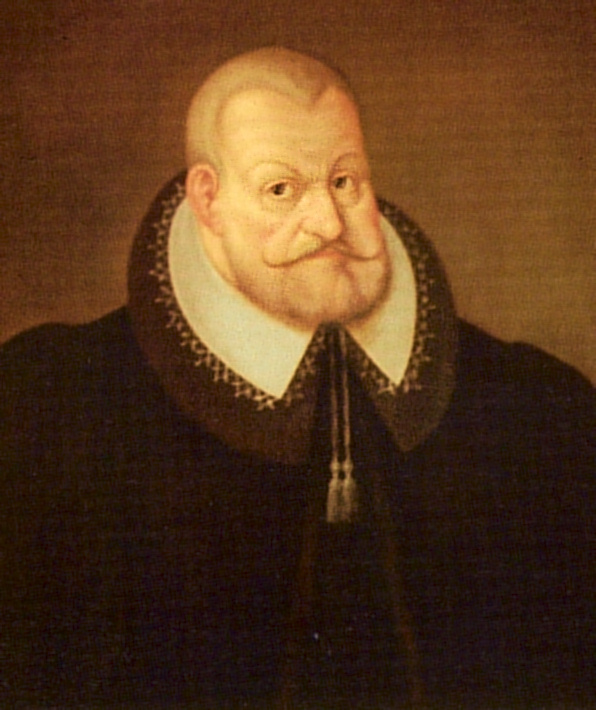
ユリウス公

宗教改革がドイツ各地を席巻したがハインリヒ2世  は一貫してカトリック信仰を守り、カール5世に従い新教側シュマルカルデン同盟と戦ったが、息子のユリウス  (1528–1589年)が1568年になってルター派に従うことによって宗教改革を導入した。なお、この地域はローマ・カトリック教会の管轄としてヒルデスハイム司教区とハルバーシュタット司教区に属していた。1576年、ブラウンシュヴァイク＝リューネブルク家 (ヴェルフ家)のユリウス公(在位1568年 - 1589年)はヘルムシュテット大学 (1576－1810年)を創立した。この大学は北ドイツにおいて最初に設立された新教側の大学として1810年まで存続していた。
16世紀に入って、ブラウンシュヴァイク＝ヴォルフェンビュッテル侯領はヒルデスハイム司教区領、並びにゲッティンゲン侯領、カレンベルク侯領、ブランケンブルク伯領にも広がった。1634年、この地域を統治していたヴォルフェンビュッテル家が断絶し、代わって北ドイツ地域に宗教改革を導入したエルンスト1世の子孫であるアウグスト2世がヴォルフェンビュッテル侯領を相続した。
1704年、ルター派以外の改革派教会共同体や新たにカトリック教会小教区の設立が許容された。1754年、ヴォルフェンビュッテルからブラウンシュヴァイクに居城が移転した。

### 領邦教会時代
1803年の帝国代表者会議主要決議の後で、ブラウンシュヴァイク＝ヴォルフェンビュッテル侯領は再度、拡張された。その後、ヴォルフェンビュッテル侯領はナポレオン戦争でフランス軍に占領され、ナポレオンの衛星国家ヴェストファーレン王国に組み込まれた。1813年になって、ヴォルフェンビュッテルが解放されると、ナポレオン戦争後の1814年から始まったウィーン会議で公国の地位が認められ、ブラウンシュヴァイク公国に改名された。1815年、オーストリア帝国を盟主として成立したドイツ連邦にブラウンシュヴァイク公国は加盟した。1871年に成立したドイツ帝国に構成国として加わった。公国の教会首長は、常にブラウンシュヴァイク公であった (summus episcopus)。ブラウンシュヴァイク公国領邦教会の運営はヴォルフェンビュッテルに置かれた領邦教会宗務局によって担われた。
ブラウンシュヴァイク公国宗務局の下で、1830年以来、総地区長をトップにした教会地区6つとテディングハウゼン小教区によって公国の領邦教会は運営されていた。
- ヴォルフェンビュッテル教会地区はヴォルフェンビュッテル市区、シェープペンシュテット分区、ビーヴェンデ分区、アールム分区、ティーデ分区、リヒテンベルク分区、バルム分区の7つの分区によって成立していた。
- ブラウンシュヴァイク教会地区はブラウンシュヴァイク市区、ブラウンシュヴァイク郡区、ティンメルラ分区、ケンペン分区、クヴェルム分区、ヴェンデブルク分区によって構成されていた。
- ヘルムシュテット教会地区はヘルムシュテット市区、ヴォルスドルフ分区、ケーニッヒスルッター分区、フォルスフェルデ分区、フェルプケ分区、カルフェルデ分区、シェーニンゲン分区、ジェルハイム分区によって構成されていた。
- ガンダースハイム教会地区はガンダースハイム市区、ガンダースハイム郡区、グリーネ分区、ゼーセン分区、ギッテルデ分区、オスタリンゲン分区によって構成されていた。
- ホルツミンデン教会地区はホルツミンデン市区、シュタットオルデンドルフ分区、ベーヴェルン分区、ハイエン分区によって構成されていた。
- ブランケンブルク教会地区はブランケンブルク分区、ハッセルフェルト分区、ヴァルケンリート分区によって構成されていた。
- テディングハウゼン小教区はハノーファー王国の中にあるブラウンシュヴァイク公国の飛び地であり、どの教会地区にも属していなかった。そのため、テディングハウゼンには総地区長は置かれず、2人の牧師がいただけであった[6]。

1886年以降、ガンダースハイム教会地区とホルツミンデン教会地区は隣接しながらも教会行政上は独立していたが、ガンダースハイムに常駐する1人の総地区長によって指導されていた。

### ドイツ革命後の教会
ドイツ革命が起こった1918年 11月8日、ブラウンシュヴァイク公エルンスト・アウグストは退位宣言に署名し君主権を失ったため、領邦君主 (ブラウンシュヴァイク公)による教会統治(summus episcopus)も終焉した。公国はヴァイマル共和国のブラウンシュヴァイク自由州となった。ブラウンシュヴァイクのルター派福音主義教会は領邦君主から独立を果たし、1922年 1月6日に新たな教会規則を制定した。領邦教会宗務局は州教会宗務局として再編された。それ以降、州教会のトップは州教会監督になった。教会権力の担い手は新たに開設された州教会総会と州教会監督、州教会評議会のメンバー、州教会宗務局運営員会のメンバーになった。

### ドイツ福音主義教会(EKD)加盟州教会として再出発
第二次世界大戦後、ブラウンシュヴァイク福音ルター派州教会はドイツ福音主義教会 (EKD)の構成州教会になると同時に、ドイツ合同福音ルター派教会 (VELKD)にも加盟した。1968年、ブラウンシュヴァイク州教会総会は女性の牧師任職を可能にする決定をおこなった。1971年、州教会の地域連合体であるニーダーザクセン州福音主義教会連合が新たに結成され、ブラウンシュヴァイク州教会も加盟した。

## 州教会の指導教職者

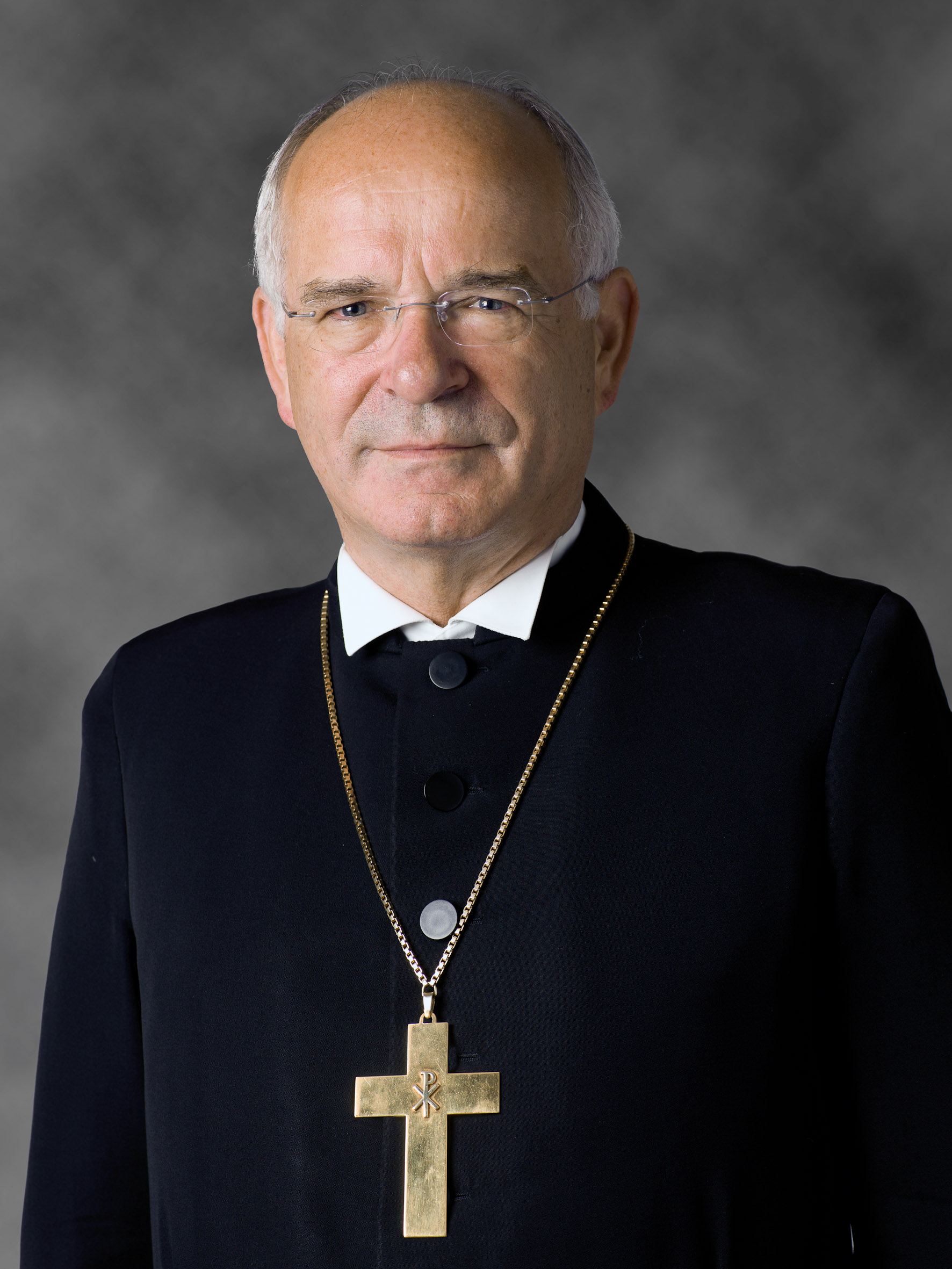
フリードリヒ・ヴェーバー前監督 (2002–2015)

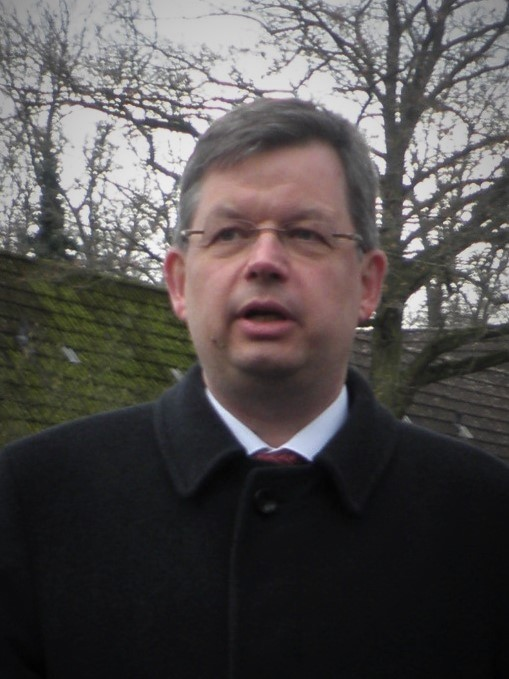
クリストフ・マインス
州教会監督

ブラウンシュヴァイク福音ルター派州教会のトップは、州教会総会によって選出される州教会監督である。通例、州教会監督は定年の65歳で引退する。
2013年11月に開催されたブラウンシュヴァイク州教会総会は、2014年5月に定年で引退するフリードリヒ・ヴェーバー州教会監督の後任として、クリストフ・マインスを選出した。2014年 6月1日、クリストフ・マインスはブラウンシュヴァイク州教会監督に就任した。

### 歴代州教会監督Landesbischöfe
- 1934–1947年: ヘルムート・ヨハンセン
- 1947–1965年: マルティン・エアトマン
- 1965–1982年: ゲルハルト・ハインツェ
- 1982–1994年: ゲルハルト・ミューラー
- 1994–2002年: クリスティアン・クラウゼ
- 2002–2014年5月: フリードリヒ・ヴェーバー(1949–2015)
- 2014年6月–0000: クリストフ・マインス

## 州教会総会
州教会総会は州教会の議会である。大半の総会代議員は教会地区から選出されている。数人の総会代議員は州教会評議会によって任命される。州教会総会運営のトップは総会議長である。現在の総会議長はペーター・アブラモフスキである。州教会総会は通例、年に2回開催される。その使命は政治の場における議会と同様である。

## 州教会の運営

### 州教会評議会
州教会宗務局があるヴォルフェンビュッテルに州教会監督は常駐している。州教会監督は州教会評議会の代表である。州教会評議会には州教会監督と州教会宗務局の非聖職者メンバーが1人、3人の非聖職者州教会総会代議員と2人の聖職者州教会総会代議員によって運営されている。
州教会評議会は以下のような使命を担っている。
- 州教会内の全ての教会関連施設の運営指導
- 教会規則の公布
- 教会運営に関する通達
- 牧師配置に際しての協力と助言
- 牧師、職員の任職と配置転換、

### 州教会宗務局
州教会宗務局はブラウンシュヴァイク福音ルター派州教会の最高執行部局であり、州教会監督が最高責任者である。州教会宗務局は以下のような使命を担っている。
- 現行の教会規則、予算案による州教会運営
- 教会施設、教会財産に関する監督
- 教会共同体と教会地区組織による決定事項の認可
- 教会施設、関連団体の監督と監査

州教会宗務局は以下のように構成されている。
- 州教会監督:州教会宗務局代表 ( 2014年以降、クリストフ・マインス )
- 第1部局: 人事
- 第2部局: 神学部門 (高等参事会代表・州教会監督補佐トーマス・ホーファー)
- 第3部局: 法務部門
- 第4部局: 財務部門

### 州教会運営組織
ブラウンシュヴァイク州教会の運営組織はヒエラルキー構造になっている。
- 教会員居住地域に、教会共同体 (Kirchengemeinde)が存在する。教会共同体自体が公法上の社団である。教会共同体運営のために、信徒役員と牧師によって構成される教会共同体役員会が設置される。信徒役員は教会員の投票によって選出される。
- 複数の教会共同体が集まって教会地区 (Propstei)を形成する。これは行政組織における郡に相当し、教会地区の最高責任者は地区長 ( Propst )である。教会共同体と同様に、教会地区も法的には公法上の社団である。教会地区には地区役員会が置かれ、地区総会も開催される。地区総会議員はその都度地域の教会共同体役員から選ばれる
- 12の教会地区によって、州教会を形成する。州教会はドイツの州に相当する。

ブラウンシュヴァイク福音ルター派州教会には県に相当するものは存在していない。

### 教会地区 ( Propstei)

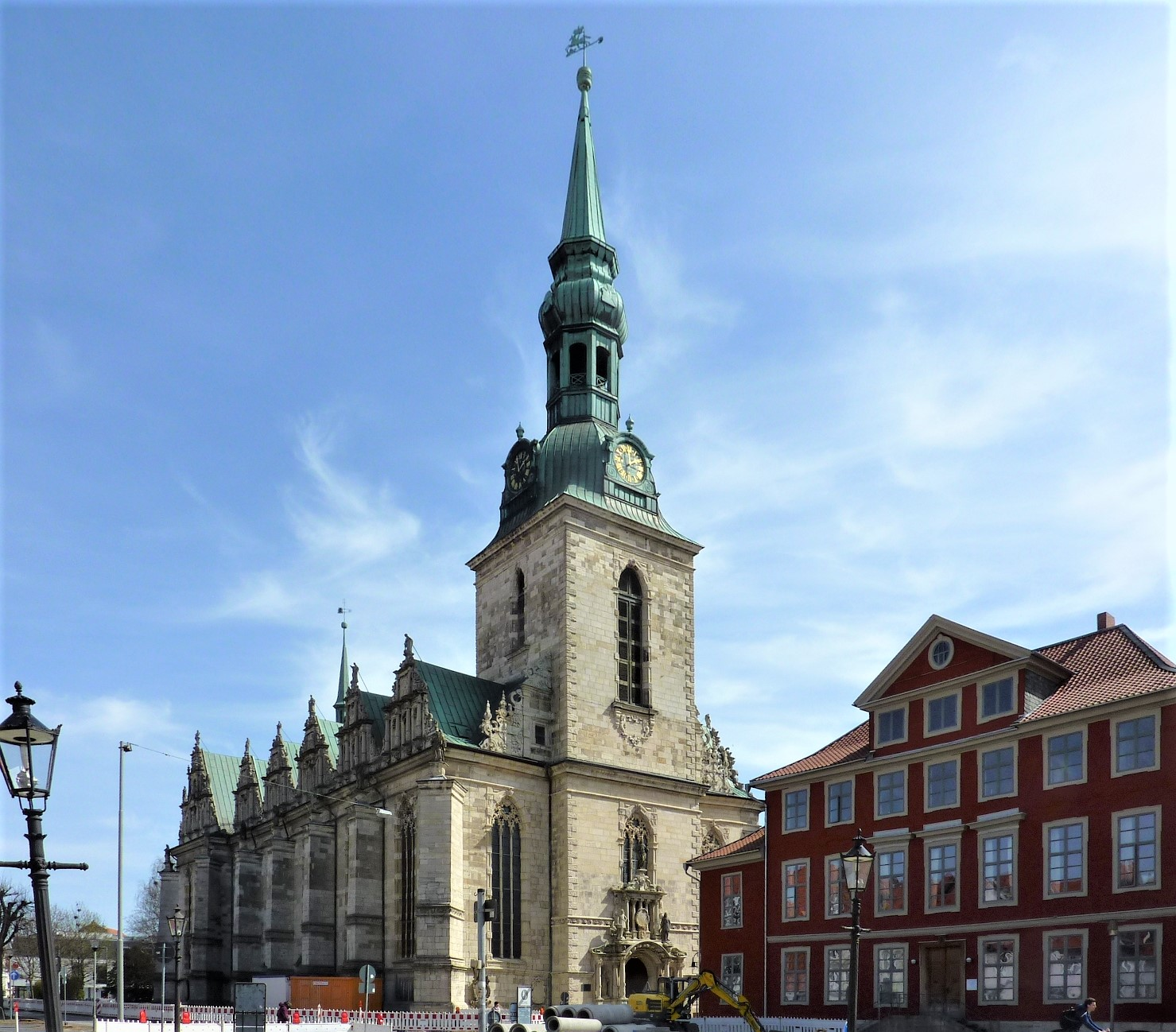
マリーエン教会
(ヴォルフェンビュッテル)

- ガンダースハイム－ゼーセン教会地区
- バート・ハルツブルク教会地区
- ブラウンシュヴァイク教会地区
- ゴスラー教会地区
- ヘルムシュテット教会地区
- ケーニッヒスルッター 教会地区
- ザルツギッター＝バート 教会地区
- レーベンシュテット 教会地区
- シェッペンシュテット教会地区
- フェッヘルデ教会地区
- フォルスフェルデ 教会地区
- ヴォルフェンビュッテル 教会地区

### 教会共同体 (Kirchengemeinde)
12の教会地区には合わせて300の教会共同体がある (2021年現在) 。

## ニーダーザクセン州福音主義教会連合関連団体と施設

### 宣教協力

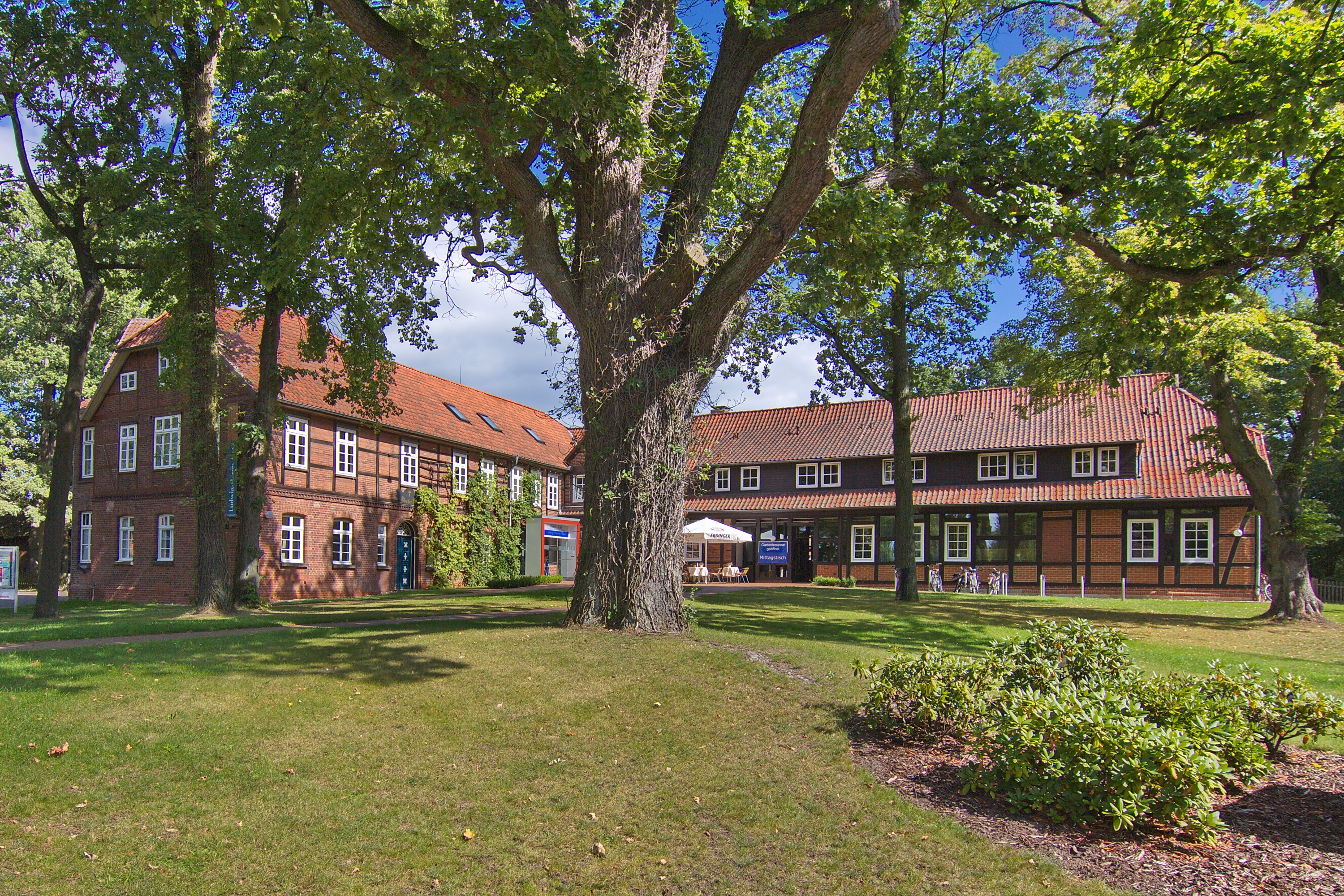
ニーダーザクセン州
福音ルター派教会宣教団本部

ハノーファー福音ルター派州教会、ブラウンシュヴァイク福音ルター派州教会、シャウムブルク＝リッペ福音ルター派州教会の共同組織として、1977年にニーダーザクセン州福音ルター派教会宣教団 (ELM) が設立された。この宣教団の本部はツェレ郡ヘルマンスブルクに置かれている。
なお、ブラウンシュヴァイク福音ルター派州教会はインドにあるタミル福音ルター派教会、日本福音ルーテル教会と宣教協力関係にある。

## ブラウンシュヴァイク福音ルター派州教会礼拝式文
礼拝の概念はギリシャ語の"λατρεία"（ラトリア）に由来し、神による奉仕が語源になる。福音主義教会の礼拝はローマ・カトリック教会のミサとは異なる強調点を持つ。
ニーダーザクセン州にあるブラウンシュヴァイク福音ルター派州教会、ハノーファー福音ルター派州教会 、 オルデンブルク福音ルター派教会は隣接州にあるブレーメン福音主義教会と讃美歌集を共同編集し発行している。その讃美歌集には主に2つの基本礼拝式文が収録されている。
第1基本式文は 聖餐式を含む伝統的なミサ様式を踏襲しており、第2基本式文は説教礼拝とも呼ばれる式文に聖餐式文を加えた形式になっている。前者はルター派、後者は改革派教会礼拝式文に近いが、ニーダーザクセン州、ブレーメン州にある福音主義教会共同体において、礼拝式文の選択は個別の教会共同体に任されているため、ルター派教会共同体においても第2基本式文を用いて礼拝をおこなうこともある。

### ブラウンシュヴァイク福音ルター派州教会聖餐礼拝第1基本式文
【A 礼拝開始と祈り】
- 鐘楼で鐘を鳴らす
- オルガン前奏
- 礼拝開始のことば
- 礼拝開始の讃美歌
- 詩編朗読
- グロリア・パトリ(栄唱) 
父と子と聖霊に栄光あれ、はじめも今も後も、とこしえに。アーメン(歌唱)
- Salutatio サルタチオ (礼拝開始の挨拶) 
司式者/我等の主イエス・キリストと神の愛による慈しみと聖霊による結びつきが汝らすべてにありますように。
会衆/御霊と共にありますように！
- 礼拝開始祈祷・罪の告白
司式者/罪を告白し祈らん。
会衆/全能の神よ。我らを憐れみ給え。神は我らの罪を赦し、永遠の生命を与え給う。我らは主により頼む。我らの罪を赦し、主の愛によって蘇らせ給え。アーメン。
- キリエ(歎願)
司式者/ Kyrie eleison(主よ、憐れみたまえ) 
会衆/主よ、憐れみたまえ
司式者/ Christe eleison(キリストよ、憐れみたまえ)
会衆/キリストよ、憐れみたまえ
司式者/Kyrie eleison(主よ、憐れみたまえ) 
会衆/我らに憐れみを!(歌唱)
- グロリア唱(神に栄光あれ) 
司式者/天には栄光、神にあれ、
会衆/地には平和、御心に適う人にあれ。
会衆/天にいます唯一の神によって、大いなる平安が与えられ、あらゆる争いが取り除かれる恵みに深く感謝せん。我らは主を称え、祝福し、主の大いなる栄光に賛美せん。父なる神は永遠にして、この地を治め、その力は計り知れない。思慮深き主の働きは永遠ゆえに、我らは幸いなり。神のひとり子、イエス・キリストよ。世の罪を取り除く神の子羊、聖なる主よ。我らすべてを憐れみ、苦しみから救い給え。至高なる聖霊よ。悪魔の力から守る至聖なる慰め主よ。責め苦と苛烈なる死から救うイエス・キリストよ。あらゆる困窮と艱難から我らを守り給え！我らは主を信頼しより頼む。

- 司式者/主が汝らとあらんことを。
会衆/御霊と共にあらんことを！
- 主日の祈祷
司式者/祈祷　会衆/アーメン

【B 宣教と信仰告白】
- 旧約聖書日課　　
司式者/旧約聖書日課朗読
- 讃美歌
- 使徒書聖書日課　　
司式者/使徒書聖書日課朗読
- ハレルヤ唱(受難節にはアーメンのみ)
会衆/ハレルヤ、ハレルヤ、ハレルヤ（歌唱）

- 司式者/福音書聖書日課個所朗読
聖歌隊指導者/主に栄光があるように。
会衆/キリストに誉れがあるように(歌唱)

- 信仰告白
使徒信条もしくはニカイア信条朗読
- 讃美歌
- 説教
- 讃美歌
- 告示(献金目的)
- 席上献金
- 献金感謝祈祷
聖餐式をおこなわない場合、礼拝は【派遣と祝祷】に続くことになる。

【 C 聖餐式】
- 叙唱(序をなす感謝祈祷) 
司式者/主の平安が汝らと共にあらんことを
会衆/御霊も共おられるように(歌唱)
司式者/汝ら、心を高く挙げん
会衆/主に向かい心を高く挙げん。
司式者/主なる神に感謝を捧げよ
会衆/感謝はふさわしく、正しいもの(歌唱)
- サンクトゥス(歌唱)
会衆/聖なる、聖なる、聖なる万軍の主。
主の栄光は天と地に満つ。天にはホーサーナ。
主の御名によって来られる方を讃えよ。天にはホーサーナ。
- 聖餐の祈祷
- 聖餐制定
 司式者/私たちの主イエス・キリストは苦しみを受ける前夜、パンを取り、感謝しこれを裂き、弟子たちに与えて言われました。
「取って食べなさい、これはあなた方のための私のからだである。私の記念のためこれをおこないなさい」
 食事の後、杯を同じ様にして弟子たちに言われました。
「取って、飲みなさい。これは罪の赦しのため、あなたがたのために流す私の血における新しい契約である。
私の記念のためこれをおこないなさい」
- 聖餐制定後の応唱
 司式者/信仰の神秘
会衆/主の死を我らが宣べ伝え、主の蘇りを賛美せん、主が栄光に満ちて来られるまで
- 主の祈り
- 平和の祈り
 司式者/主の平和が汝らと共にあるように
会衆/主と共に平和があるように
 司式者/平和のしるしと連帯が共に与えれるように
会衆/言葉と働きにおいて、平和のしるしが現れるように
- 神の子羊(アグヌス・デイ)  
会衆(歌唱)/世の罪を取り除く神の子羊、キリストよ。我らを憐れみ給え。
世の罪を取り除く神の子羊、キリストよ。我らを憐れみ給え。
世の罪を取り除く神の子羊、キリストよ。平和を与え給え。アーメン
- 配餐
イエス・キリストの体であるパン(Hostie-聖餅、ホスチア)とイエス・キリストの血である葡萄酒が陪餐者に祭壇前で与えられる。
- 感謝歌唱
司式者/ 主に感謝せよ、主は慈しみ深い。
会衆/主の恵みは永久に絶えることが無い、ハレルヤ 
司式者/聖餐感謝祈祷
会衆/アーメン。

【 D 派遣と祝祷】
- 代願祈祷/とりなしの祈り (司式者/牧師)
- 主の祈り (聖餐式がなかった場合)
- 説教壇からの告示(消息報告、教会行事報告、案内)
- 派遣の言葉
司式者/牧師/主の平安のうちに行きましょう！
会衆/神に感謝せん、永遠に！
- 祝祷
司式者/牧師/主があなたを祝福し、あなたを守られるように。
主が御顔をあなたに向けて、あなたを照らして、あなたに恵みを与えられるように。
主があなたに御顔を上げられ、平安を賜りますように！
会衆/アーメン
- オルガン後奏

### ブラウンシュヴァイク福音ルター派州教会聖餐礼拝第2基本式文
【A 礼拝開始と祈り】
- 鐘楼で鐘を鳴らす
- オルガン前奏
- 礼拝開始のことば
司式者/父と子と聖霊のみ名によって。
会衆/アーメン
司式者/ 我らの救いは主の御名にあり。
会衆/アーメン
あるいは
- Salutatio サルタチオ (礼拝開始の挨拶) 
司式者/我等の主イエス・キリストと神の愛による慈しみと聖霊による結びつきが汝らすべてにありますように。
会衆/御霊と共にありますように！
- 詩編朗読
- グロリア・パトリ(栄唱) 
父と子と聖霊に栄光あれ、はじめも今も後も、とこしえに。アーメン(歌唱)
- 礼拝開始祈祷

【B 宣教と信仰告白】
- 司式者/聖書日課朗読
- 説教
- 賛美歌、もしくはオルガン演奏、沈黙祈祷
- 罪の告白
司式者/罪を告白し、祈らん。
会衆/全能の神よ。我らを憐れみ給え。神は我らの罪を赦し、永遠の生命を与え給う。我らは主により頼む。我らの罪を赦し、主の愛によって蘇らせ給え。アーメン。
司式者/赦しが与えられる
会衆/アーメン。
- 信仰告白
使徒信条朗読
- 説教壇からの祝福
司式者/恵みと平安が我らの父なる神から、主イエス・キリストから、あなた方にあるように(コリントの信徒への手紙一第1章3節朗読)。
会衆/アーメン。
- 賛美歌

【 C 聖餐式】
- 聖餐制定
 司式者/私たちの主イエス・キリストは苦しみを受ける前夜、パンを取り、感謝しこれを裂き、弟子たちに与えて言われました。
「取って食べなさい、これはあなた方のための私のからだである。私の記念のためこれをおこないなさい」
 食事の後、杯を同じ様にして弟子たちに言われました。
「取って、飲みなさい。これは罪の赦しのため、あなたがたのために流す私の血における新しい契約である。
私の記念のためこれをおこないなさい」
- 聖餐の祈祷
- 主の祈り
- 平和の祈り
 司式者/主の平和が汝らと共にあるように
会衆/主と共に平和があるように
 司式者/平和のしるしと連帯が共に与えれるように
会衆/言葉と働きにおいて、平和のしるしが現れるように
- 配餐
イエス・キリストの体であるパン(Hostie-聖餅、ホスチア)とイエス・キリストの血である葡萄酒が陪餐者に祭壇前で与えられる。
- 感謝歌唱
司式者/ 主に感謝せよ、主は慈しみ深い。
会衆/主の恵みは永久に絶えることが無い、ハレルヤ 
司式者/聖餐感謝祈祷
会衆/アーメン。
- 聖餐感謝の讃美歌

【 D 派遣と祝祷】
- 説教壇からの告示(消息報告、教会行事報告、案内)
- 席上献金
- 代願祈祷/とりなしの祈り (司式者/牧師)
- 主の祈り (聖餐式がなかった場合)
- 派遣の言葉
司式者/牧師/主の平安のうちに行きましょう！
会衆/神に感謝せん、永遠に！
- 祝祷
司式者/牧師/主があなたを祝福し、あなたを守られるように。
主が御顔をあなたに向けて、あなたを照らして、あなたに恵みを与えられるように。
主があなたに御顔を上げられ、平安を賜りますように！
会衆/アーメン
- オルガン後奏

## 讃美歌集
- Das singende Zion oder das alte Goslar’sche Gesangbuch in einem Auszuge neu aufgelegt, nebst einigen anderen Gesängen, Goslar, 1853
- Neues Braunschweigisches Gesangbuch nebst einem kurzen Gebetbuche zum öffentlichen und häuslichen Gottesdienste. Mit Hochfürstlich Braunschw. Lüneburg. gnädigstem Special-Privilegio, Braunschweig, mit Regulativ vom 22. Januar 1780 zu Ostern in der Stadt Braunschweig eingeführt
- Gesangbuch für die evangelisch-lutherische Kirche des Herzogtums Braunschweig vom Jahre 1902, Wolfenbüttel, ab 1902
- Evangelisches Kirchengesangbuch – Ausgabe für die evangelisch-lutherischen Kirchen Niedersachsens – Braunschweig – Hannover/Göttingen, mit Rundschreiben vom 10. November 1949 zur Konfirmation 1950 angekündigt
- Evangelisches Gesangbuch – Ausgabe für die Evangelisch-Lutherischen Kirchen in Niedersachsen und für die Bremische Evangelische Kirche, Hannover/Göttingen, eingeführt im Advent 1994 (2023年現在使用中の讃美歌集)

### 和書
- 稲本守（1996）「国教会か国民教会か—統一ドイツとキリスト教会」、坂井榮八郎・保坂一夫編『ヨーロッパ＝統一ドイツへの道—統一ドイツの現状と課題』pp.221-226, 東京大学出版会
- 河島幸夫『戦争・ナチズム・教会―現代ドイツ福音主義教会史論』 新教出版社 1993年
- 村上伸 『西ドイツ教会事情』新教出版社、1984年

### 洋書
- Klaus Erich Pollmann (Hrsg.): Der schwierige Weg in die Nachkriegszeit. Die Evangelisch-Lutherische Landeskirche in Braunschweig 1945–1950 (= Studien zur Kirchengeschichte Niedersachsens, 34). Im Auftrag der Kommission der Evangelisch-Lutherischen Landeskirche in Braunschweig für Braunschweiger Kirchliche Zeitgeschichte. Vandenhoeck & Ruprecht, Göttingen 1995, ISBN 3-525-55239-4.
- Klaus Erich Pollmann (Hrsg.): Kirche in den fünfziger Jahren. Die Braunschweigische Evangelisch-Lutherische Landeskirche. Im Auftrag der Kommission der Evangelisch-Lutherischen Landeskirche in Braunschweig für Braunschweiger Kirchliche Zeitgeschichte. Landeskirchliches Archiv, Braunschweig 1997, ISBN 3-00-002207-4.
- Von der Taufe der Sachsen zur Kirche in Niedersachsen. Geschichte der Evangelisch-lutherischen Landeskirche in Braunschweig, hg. von Friedrich Weber, Birgit Hoffmann, Hans-Jürgen Engelking, Braunschweig 2010,
- Friedrich Weber: Kirche in unserer Zeit. Quellen und Perspektiven, Wolfenbüttel 2013
- Evangelisches Gesangbuch – Ausgabe für die Evangelisch-Lutherischen Kirchen in Niedersachsen und für die Bremische Evangelische Kirche, Hannover/Göttingen, eingeführt im Advent 1994 (2023年現在使用中の讃美歌集)